# Saragossa maroccana
Saragossa maroccana là một loài bướm đêm trong họ Noctuidae.